# متلازمة الغبار العضوية السامة
متلازمة الغبار العضوي السامة هي متلازمة لها أعراض شبيهة بالإنفلونزا الشديدة ومن الاشخاص المعرضين بالإصابة بها المزارعين وعمال الفطر ومربي الطيور وغيرهم من الأشخاص الذين يتعرضون مهنيًا لظروف غبارية.

## أعراض
تظهر الأعراض بعد 4 إلى 12 ساعة من التعرض للغبار العضوي، وتستمر عمومًا من يوم إلى خمسة أيام. تشمل الأعراض العامة الشائعة الحمى فوق 38 درجة مئوية، قشعريرة، ألم عضلي وتوعك. الأعراض التنفسية الأكثر شيوعًا هي ضيق التنفس والسعال الجاف، في حين أن الأزيز قد يكون أقل شيوعًا. يمكن أن يحدث أيضًا الصداع والتهاب مخاطية الأنف والتهاب الملتحمة والتهاب القرنية، وقد يحدث تهيج في الجلد لأولئك الذين يتعاملون مع الحبوب في العلاج.
قد تتفاقم وظيفة الجهاز التنفسي إلى الحد الذي يحدث فيه نقص التأكسج، وقد يؤدي تلف القنوات الهوائية إلى وذمة رئوية غير قلبية بعد يوم إلى ثلاثة أيام من التعرض.
قد تُظهر الفحوصات المخبرية وجود عدد مرتفع من الخلايا الدم البيضاء (وخصوصًا الخلايا المتعادلات)، في حين أن الأشعة السينية للصدر تكون غالبًا طبيعية أو تُظهر الحد الأدنى من الارتشاح.

## أسباب
رد فعل التهابي في الشعب الهوائية والحويصلات الهوائية، ويعتقد أن آلية متلازمة الغبار العضوي السامة تكون سامة بدلاً من المناعة الذاتية في الأصل.تتعرض الشعب الهوائية لتركيزات عالية من الغبار العضوي الناتج عن شكل من أشكال الاضطراب أو العملية الميكانيكية. يمكن أن تكون مواد مثل فتات الحبوب أو قطع الحشرات أو البكتيريا أو الجراثيم الفطرية أو العفن أو المخلفات الكيميائية، حجم الجسيمات الفردية من 0.1 إلى 50 ميكرومتر. السيناريو الشائع هو التعرض للحبوب المتعفنة أو القش أو النجارة الخشبية، حيث يتأثر المزارعون وعمال الخنازير أكثر من غيرهم من اصحاب المهن. غالبًا ما يُبلغ الأشخاص الذين يعملون مع الحبوب والدواجن والفطر كثيرا عن الأعراض.

## تشخيص
يتم التشخيص أولاً من خلال فحص الغشاء المخاطي المتورم في الفم والقنوات الهوائية المرئية. ومع ذلك، فإن أي فحص للرئة يبقى غير ظاهر.

## العلاج
المرض محدود بشكل عام. الإدارة بشكل عام وقائية، من خلال الحد من التعرض لبيئات متعفن مع وسيلة التهوية، أو عن طريق ارتداء حماية للجهاز التنفسي مثل أقنعة الوجه.

## تاريخ
تم الاعتراف بها كمتلازمة سريرية متميزة في الثمانينيات. في السابق، تم الإبلاغ عن الحالات وأعطيت أسماء مختلفة مثل التسمم الرئوي الفطري، ومتلازمة تفريغ الصوامع، وحمى الحبوب، وحمى السموم، وحمى المرطب، وحمى الطاحونة، والتهاب الحويصلات الهوائية السام أو التهاب الحويصلات الهوائية التحسسي. في عام 1994، نشر المعهد الوطني للسلامة والصحة المهنية تقارير عن الحالة وسلط الضوء على الحاجة الملحة لدراسة المتلازمة.
يعد البحث وجمع البيانات في الصناعة الزراعية أمرًا صعبًا، حيث أن العديد من العمال غير رسميين.